# Hoa hậu Thế giới 1990

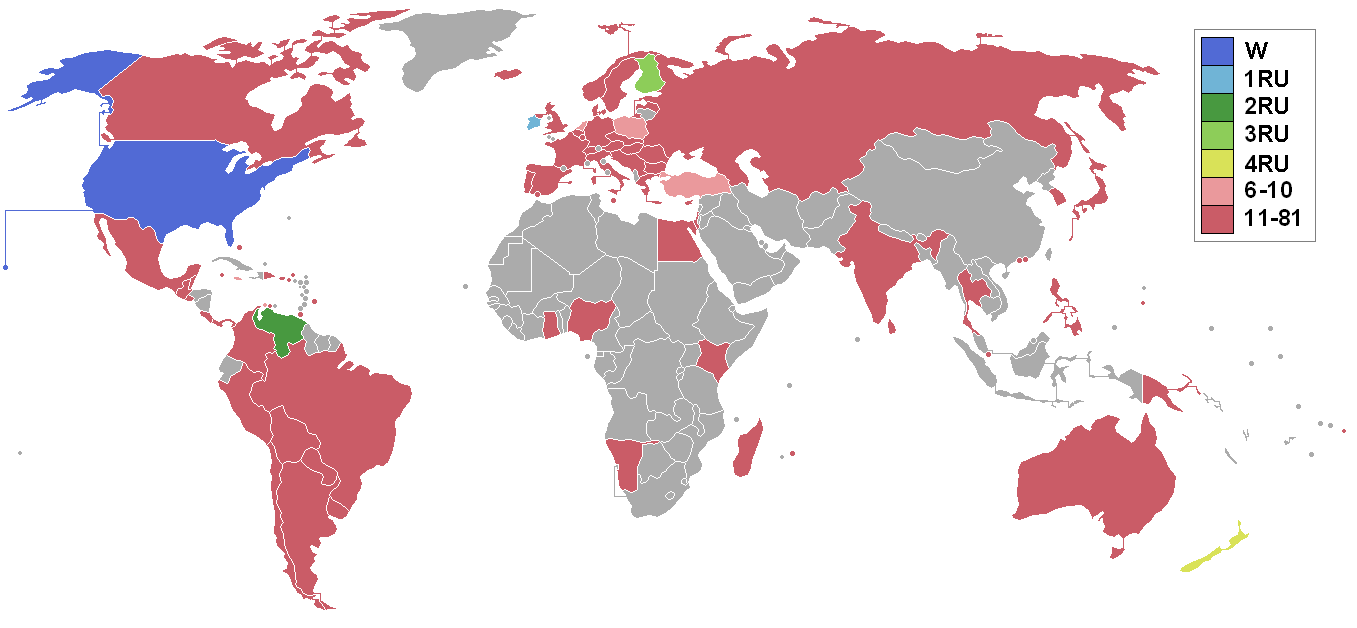
Các quốc gia và vùng lãnh thổ tham dự cuộc thi và các kết quả

Hoa hậu Thế giới 1990, là cuộc thi Hoa hậu Thế giới lần thứ 40 được tổ chức ngày 8 tháng 11 năm 1990 tại London Palladium, Luân Đôn, Vương quốc Anh. Người chiến thắng là Gina Tolleson, đại diện cho Hoa Kỳ.

## Kết quả

### Thứ hạng
| Kết quả               | Thí sinh |
| --------------------- | --- |
| Hoa hậu Thế giới 1990 | - Hoa Kỳ – Gina Tolleson |
| Á hậu 1               | - Ireland – Siobhan McClafferty |
| Á hậu 2               | - Venezuela – Sharon Luengo |
| Top 5                 | - Phần Lan – Nina Björkfelt - New Zealand – Adele Kenny                                                                            |
| Top 10                | - Aruba – Gwendolyne Kwidama - Hà Lan – Gabrielle Stap - Jamaica – Erica Aquart - Ba Lan – Ewa Szymczak - Thổ Nhĩ Kỳ – Jülide Ates |

### Các giải thưởng đặc biệt
| Giải thưởng     | Thí sinh                        |
| --------------- | ------------------------------- |
| Hoa hậu Cá tính | - Nigeria – Sabina Umeh-Akamune |
| Hoa hậu Ảnh     | - Venezuela – Sharon Luengo     |

### Các nữ hoàng sắc đẹp khu vực
| Khu vực                 | Thí sinh                        |
| ----------------------- | ------------------------------- |
| Châu Phi                | - Kenya – Aisha Lieberg         |
| Châu Mỹ                 | - Hoa Kỳ – Gina Tolleson        |
| Châu Á & Châu Đại dương | - New Zealand – Adele Kenny     |
| Vùng Caribê             | - Jamaica – Erica Aquart        |
| Châu Âu                 | - Ireland – Siobhan McClafferty |

## Các thí sinh
| Quốc gia/Lãnh thổ     | Thí sinh                            | Tuổi | Quê nhà              | Điểm phúc khảo |
| Quần đảo Virgin (Mỹ)  | Keima Akintobi                      | 17   | Saint Thomas         | 37             |
| Argentina             | Romina Rosales                      | 19   | Buenos Aires         | 30             |
| Aruba                 | Gwendolyne Charlotte Kwidama        | 20   | Sint Nicolaas        | 41             |
| Úc                    | Karina Brown                        | 19   | Sydney               | 39             |
| Áo                    | Carina Friedberger                  | 20   | Eisenerz             | 33             |
| Bahamas               | Lisa Gizelle Strachan               | 19   | Nassau               | 33             |
| Barbados              | Cheryl Jean Brewster                | 22   | Saint Philip         | 30             |
| Bỉ                    | Katia Alens                         | 23   | Antwerpen            | 33             |
| Belize                | Ysela Antonia Zabaneh               | 20   | Independence         | 30             |
| Bolivia               | Daniela Domínguez                   | 17   | Tarija               | 31             |
| Brazil                | Karla Cristina Kwiatkowski          | 20   | Curitiba             | 35             |
| Quần đảo Virgin (Anh) | Suzanne Spencer                     | 22   | Tortola              | 33             |
| Bulgaria              | Violeta Galabova                    | 18   | Sofia                | 31             |
| Canada                | Natasha Palewandrem                 | 22   | Ottawa               | 35             |
| Quần đảo Cayman       | Bethea Michelle Christian           | 17   | Grand Cayman         | 30             |
| Chile                 | María Isabel Jara Pizarro           | 21   | Santiago             | 35             |
| Colombia              | Angela Mercedes Mariño Ortiz        | 19   | Bogotá               | 38             |
| Quần đảo Cook         | Angela Manarang                     | 23   | Rarotonga            | 30             |
| Costa Rica            | Andrea Murillo Fallas               | 20   | Heredia              | 31             |
| Curaçao               | Jacqueline Nelleke Josien Krijger   | 23   | Willemstad           | 33             |
| Síp                   | Emilia Groutidou                    | 18   | Nicosia              | 30             |
| Tiệp Khắc             | Andrea Roskovcová                   | 19   | Březnice             | 33             |
| Đan Mạch              | Charlotte Christiansen              | 23   | Copenhagen           | 35             |
| Cộng hòa Dominica     | Brenda Marte Lajara                 | 21   | Santiago             | 30             |
| Ai Cập                | Dalia El Behery                     | 20   | Cairo                | 31             |
| El Salvador           | María Elena Henríquez               | 20   | San Salvador         | 31             |
| Phần Lan              | Nina Björkfelt                      | 22   | Turku                | 39             |
| Pháp                  | Gaëlle Voiry                        | 21   | Lyon                 | 30             |
| Đức                   | Christiane Stocker                  | 23   | Darmstadt            | 39             |
| Ghana                 | Dela Tamakole                       | 23   | Accra                | 30             |
| Gibraltar             | Sarah Yeats                         | 18   | Gibraltar            | 33             |
| Hy Lạp                | Sophia Lafkioti                     | 19   | Athens               | 31             |
| Guam                  | Mary Esteban                        | 22   | Dededo               | 32             |
| Guatemala             | María del Rosario Pérez Aguilar     | 25   | Thành phố Guatemala  | 30             |
| Hà Lan                | Gabrielle Stap                      | 21   | The Hague            | 46             |
| Honduras              | Claudia Bendaña McCausland          | 21   | Tegucigalpa          | 30             |
| Hồng Kông             | Thi Ỷ Liên                          | 18   | Sai Kung             | 31             |
| Hungary               | Kinga Czuczor                       | 20   | Budapest             | 32             |
| Iceland               | Ásta Sigríður Einarsdóttir          | 19   | Garðabær             | 30             |
| Ấn Độ                 | Naveeda Medhi                       | 18   | Mumbai               | 35             |
| Ireland               | Siobhan McClafferty                 | 20   | Dublin               | 43             |
| Israel                | Ariela Tessler                      | 18   | Tel Aviv             | 30             |
| Ý                     | Cristina Gavagnin                   | 19   | Trieste              | 32             |
| Jamaica               | Erica Aquart                        | 20   | Kingston             | 42             |
| Nhật Bản              | Tomoko Iwasaki                      | 20   | Shizuoka             | 30             |
| Kenya                 | Aisha Wawira Lieberg                | 19   | Embu                 | 32             |
| Hàn Quốc              | Ko Hyeon-jeong                      | 19   | Seoul                | 35             |
| Latvia                | Velga Bražņevica                    | 23   | Riga                 | 38             |
| Luxembourg            | Bea Jarzyńska                       | 18   | Thành phố Luxembourg | 30             |
| Ma Cao                | Alexandra Paula Costa Mendes        | 19   | Ma Cao               | 30             |
| Madagascar            | Ellys Raza                          | 20   | Antananarivo         | 30             |
| Malta                 | Karen Demicoli                      | 18   | Żejtun               | 30             |
| Mauritius             | Marie Desirée Audrey Pitchen        | 23   | Central Flacq        | 30             |
| México                | Luz María Mena Basso                | 23   | Mérida               | 39             |
| Namibia               | Ronel Liebenberg                    | 22   | Windhoek             | 30             |
| New Zealand           | Adele Valerie Kenny                 | 17   | Murupara             | 42             |
| Nigeria               | Sabina Ifeoma Umeh                  | 21   | Lagos                | 30             |
| Na Uy                 | Ingeborg Kolseth                    | 20   | Hundorp              | 33             |
| Panama                | Madeleine Leignadier Dawson         | 20   | Thành phố Panama     | 30             |
| Papua New Guinea      | Nellie Ban                          | 23   | Port Moresby         | 30             |
| Paraguay              | Alba María Cordero Rivals           | 21   | Asunción             | 31             |
| Peru                  | Gisselle Martínez Cuadros           | 21   | Lima                 | 39             |
| Philippines           | Antonette Elizalde Ballesteros      | 23   | Manila               | 30             |
| Ba Lan                | Ewa Maria Szymczak                  | 23   | Warszawa             | 41             |
| Bồ Đào Nha            | Filomena Paula Dias Miranda Marques | 22   | Lisboa               | 31             |
| Puerto Rico           | Magdalena Pabón                     | 23   | San Juan             | 35             |
| Romania               | Mihaela Raescu                      | 22   | Craiova              | 35             |
| Singapore             | Karen Frances Ng                    | 17   | Singapore            | 30             |
| Tây Ban Nha           | María del Carmen Carrasco García    | 22   | Madrid               | 32             |
| Sri Lanka             | Angela Mary Jane Gunasekera         | 23   | Colombo              | 30             |
| Thụy Điển             | Daniela Jessica Maria Almen         | 19   | Västerås             | 33             |
| Thụy Sĩ               | Priscilla Leimgruber                | 20   | Bulle                | 30             |
| Thái Lan              | Panida Umsaard                      | 19   | Băng Cốc             | 30             |
| Trinidad và Tobago    | Guenevere Helen Kelshall            | 22   | Port of Spain        | 34             |
| Thổ Nhĩ Kỳ            | Jülide Ateş                         | 19   | Istanbul             | 41             |
| Vương quốc Anh        | Helen Upton                         | 19   | Birmingham           | 38             |
| Hoa Kỳ                | Gina Marie Tolleson                 | 21   | Charleston           | 49             |
| Uruguay               | María Carolina Casalia Abelia       | 19   | Montevideo           | 32             |
| Liên Xô               | Lauma Zemzare                       | 19   | Moskva               | 36             |
| Venezuela             | Sharon Raquel Luengo González       | 19   | Maracaibo            | 50             |
| Nam Tư                | Ivona Brnelić                       | 18   | Rijeka               | 31             |

## Chú ý

### Lần đầu tham gia
- Romania

### Trở lại
Lần cuối tham gia vào năm 1974:
- Madagascar

Lần cuối tham gia vào năm 1987:
- Brazil

Lần cuối tham gia vào năm 1988:
- Barbados
- Quần đảo Virgin (Anh)
- Bulgaria
- Quần đảo Cook
- Ai Cập
- Ấn Độ
- Uruguay

### Bỏ cuộc
- Bermuda
- Ecuador
- Guyana
- Malaysia
- Saint Vincent và Grenadines
- Đài Loan
- Uganda